# Блехнарка
Блехна́рка (русин. Блixнapкa, пол. Blechnarka) — село в Польше, находящееся в гмине Усце-Горлицке Горлицкого повета Малопольского воеводства.

## География
Село находится в 11 км от административного центра гмины села Усце-Горлицке, в 25 км города Горлице и в 115 км от Кракова. Возле села протекает река Ропа.
До вступления Польши в шенгенскую зону возле Блехнарки располагался переход на польско-словацкой границе «Блехнарка — Стебницка Гута».

## История
Село было основано в 1528 году на основе валашского права шляхетским родом Гладышев. Во второй половине XVIII века возле села находился лагерь Барской конфедерации. В июле 1770 года этот лагерь был разбит российскими войсками.
До конца Вторая мировая войнаВторой мировой войны в селе проживали лемки. В 1945 году все жители села были высланы во время операция «Висла» на западные земли Польши.
В 1975—1998 село административно входило в упразднённое Новосонченское воеводство.

## Туризм
Через село проходят несколько пеших туристических маршрутов.

## Достопримечательности
- Православная церковь святых Космы и Дамиана — памятник Малопольского воеводства.
- Воинское кладбище № 49 (Блехнарка) — воинское захоронение времён Первой мировой войны.